# خاساگت خیرخان
خاساگت خیرخان (به لاتین: Khasagt Khairkhan) یک کوه است که در مغولستان واقع شده‌است. خاساگت خیرخان ۳٬۵۷۸ متر بالاتر از سطح دریا واقع شده‌است.